# Wszystko będzie dobrze
Wszystko będzie dobrze (deutsch: „Alles wird gut“) ist ein polnischer Spielfilm aus dem Jahr 2007. Der englische Titel lautet All Will Be Well. 

## Handlung
Der 12-jährige Paweł lebt mit seinem älteren Bruder Piotr und seiner Mutter Zofia in einem kleinen Dorf an der polnischen Ostseeküste in der Nähe von Danzig. Der Vater war an seiner Trunksucht vor zwei Jahren gestorben und auch Mutter Zofia ist todkrank. Die Ärzte geben sie bereits auf, doch Paweł glaubt an ein Wunder. In der Schule zeichnet sich Paweł durch sein Talent fürs Laufen aus. Er wird von seinem Sportlehrer Andrzej trainiert, der längst seine Stelle aufgrund von Alkoholismus verloren hätte, wäre da nicht die Vorbereitung auf einen internationalen Wettbewerb in Leipzig.
Paweł glaubt, dass er unbedingt nach Częstochowa zur Schwarzen Madonna in Jasna Góra pilgern muss, um seine Mutter vor dem sicheren Tod zu bewahren. Zunächst versucht er es mit seinem Bruder, wird jedoch von der Polizei zu seiner Mutter zurückgebracht. Als er sich allein mit Laufkleidung auf den langen Weg nach Südpolen macht, trifft er auf seinen Sportlehrer. Paweł und Andrzej verbünden sich. Andrzej betreut und hilft dem Jungen. Paweł versucht seiner Lehrer vom Alkohol zu befreien. Andrzej wittert mit dem Lauf des Jungen auch eine Geldquelle. Er überredet seine Ex-Frau Anna, die als Journalistin für das Regionalfernsehen arbeitet, über den Jungen zu berichten.
Das Fernsehen startet erfolgreich eine Spendenaktion für eine Operation von Pawełs Mutter. Während ihr Sohn weiterhin nach Częstochowa läuft, kommt Zofia wieder ins Krankenhaus. Paweł kommt unterdessen seinem Ziel näher. Es gelingt ihm, Andrzej vom Alkohol fernzuhalten, doch das erhoffte Wunder tritt nicht ein. Seine Mutter stirbt während der Operation. Dennoch beendet er seine Wallfahrt und sein Glaube an die Mutter Gottes wird durch das Unglück nicht getrübt. Zur Beerdigung sind Andrzej und Paweł wieder zurück im Heimatdorf. Paweł glaubt fest an die Auferstehung seiner Mutter und Andrzej kehrt zurück zum Alkohol. Damit Paweł und Piotr nicht in ein Waisenhaus kommen, kümmern sie sich um Andrzej und verlangen von ihm, dass er sie adoptiert.

## Auszeichnungen
Der Film wurde beim Polnischen Filmfestival Gdynia 2007 in den Kategorien Beste Regie, Bester Hauptdarsteller und Beste Musik ausgezeichnet. Robert Więckiewicz wurde außerdem 2008 mit dem Polnischen Filmpreis in der Kategorie Bester Hauptdarsteller ausgezeichnet.